# Eclissi solare del 19 giugno 1936
L'eclissi solare del 19 giugno 1936 è un evento astronomico che ha avuto luogo il suddetto giorno attorno alle ore 5.20 UTC. L'eclissi, di tipo totale, è stata visibile in alcune parti dell'Asia (Turchia), dell'Europa (Grecia), dell'Africa, dell'Asia (Giappone) e della Russia.
L'eclissi del 19 giugno 1936 divenne la prima eclissi solare nel 1936 e l'85ª nel XX secolo . La precedente eclissi solare ebbe luogo il 25 dicembre 1935, la seguente il 13 dicembre 1936
L'eclissi è durata 2 minuti e 31 secondi; l'ombra lunare sulla superficie terrestre raggiunse una larghezza di 132 km ed Il punto con la massima totalità si è avuto in Russia nei pressi di Naumova.

## Percorso e visibilità
L'evento si è manifestato partendo dal Mar Mediterraneo tra Italia e Libia; in seguito l'ombra della luna è passata attraverso la Grecia, ha attraversato il Mar Egeo attraversando la Turchia, poi diagonalmente attraverso il Mar Nero nell'Unione Sovietica, e verso est attraverso il territorio sovietico, ora parte della Federazione Russa e del Kazakistan, raggiungendo il punto di massima eclissi nel sud est della contea di Nižnelim nell'Oblast' di Irkutsk. Quindi l'umbra si è spostata verso sud est attraversando due volte la Cina nord-orientale nella zona di confine tra Cina e Unione Sovietica, attraversando a seguire il Mar del Giappone e passando per Hokkaidō e terminando infine a circa 370 chilometri a sud-ovest dell'atollo di Kure nelle isole Hawaii nordoccidentali, appena ad ovest della linea del cambio data internazionale.

## Osservazioni

Osservatori sul monte Uludağ, in Turchia, intenti ad osservare l'eclissi solare del 19 giugno 1936

### Russia
Questa eclissi è stata di notevole rilevanza in quanto è stata la prima eclissi solare totale osservata nel territorio abitato dell'URSS dalla sua formazione, in quanto l'eclissi precedente è avvenuta nel 1914. La striscia di ombra ha attraversato l'intera Unione Sovietica da ovest a est, dal fiume Kuban' all'Estremo Oriente. Per osservare l'eclissi sul territorio dell'URSS furono organizzate 28 spedizioni sovietiche (17 astronomiche e 11 geofisiche)  e 12 spedizioni straniere da Francia, Inghilterra, USA, Italia, Cecoslovacchia, Svezia, Paesi Bassi, Cina, Giappone, Polonia.
Alle spedizioni hanno lavorato 370 astronomi, di cui circa 70 stranieri, e per quanto riguarda questi ultimi è stato adottato un decreto speciale del Comitato Centrale del Partito Comunista All-Union dei Bolscevichi per ridurre del 50% i prezzi dei biglietti per il trasporto ferroviario e per le vivande. La preparazione delle spedizioni è stata svolta secondo un unico programma preparato nel corso di due anni sotto la guida di una commissione speciale presso l'Accademia delle scienze dell'URSS. Nel 1934, il governo ha stanziato 60.000 rubli per i lavori preparatori per l'eclissi, nel 1935 365 rubli e nel 1936 400 rubli. Per supportare le osservazioni di scienziati e specialisti nazionali sono stati creati 6 coronografi identici con un diametro di 100 mm e una lunghezza focale di 5 metri, che sono stati forniti alle spedizioni dell'Osservatorio di Pulkovo, all'Istituto astronomico Sternberg, all'Associazione astronomica e geodetica, all'osservatorio Charkiv, all'osservatorio astronomico Engelgardt e all'istituto astronomico Ulugbek.Oltre alle stazioni di terra, le osservazioni sono state effettuate anche da palloni aerostatici e aeroplani.
Una spedizione statunitense di 24 persone guidata da Donald Menzel ha collaborato con una delle spedizioni Pulkovo ad Akbulak. Insieme alla seconda spedizione Pulkovo si è unita una spedizione di 4 astronomi italiani proveniente dall' osservatorio Arcetri, guidata da Giorgio Abetti.

### Giappone
Il Giappone ha inviato a Hokkaidō 20 squadre per l'osservazione astronomica e 18 squadre di osservazione geofisica, oltre a squadre di osservazione dal Regno Unito, Stati Uniti, India, Cina, Cecoslovacchia e Polonia, con risultati contrastanti. È interessante notare che, nel distretto di Esashi, il 9 agosto 1896, a seguito di un evento di eclissi totale si sono diretti molti scienziati stranieri che hanno contribuito a sostenere diverse scuole di specializzazione affiliate all'Università di Kyōto. Il gruppo di osservazione cinese ha sfruttato la logistica di questo luogo.

## Eclissi correlate

### Eclissi solari 1935 - 1938
Questa eclissi è un membro di una serie semestrale. Un'eclissi in una serie semestrale di eclissi solari si ripete approssimativamente ogni 177 giorni e 4 ore (un semestre) a nodi alternati dell'orbita della Luna.

### Ciclo di Saros 126
L'evento fa parte del ciclo 126 di Saros, che si ripete ogni 18 anni, 11 giorni, contenente 72 eventi. La serie è iniziata con un'eclissi solare parziale il 10 marzo 1179. Comprende eclissi anulari dal 4 giugno 1323 al 4 aprile 1810, eclissi ibride dal 14 aprile 1828 al 6 maggio 1864 ed eclissi totali dal 17 maggio 1882 al 23 agosto 2044. La serie termina al membro 72 con un'eclissi parziale il 3 maggio 2459. La durata più lunga dell'eclissi centrale (anulare o totale) è stata di 6 minuti, con 30 secondi di anularità il 26 giugno 1359. La durata più lunga di una eclissi totale nella serie è stata di 2 minuti e 36 secondi il 10 luglio 1972. Tutte le eclissi di questa serie si verificano nel nodo discendente della Luna.

## L'eclissi nella cultura di massa
L'eclissi è avvenuta il giorno dopo la morte del celebre drammaturgo russo Maksim Gor'kij. Il giorno del funerale dello scrittore, il 20 giugno, il quotidiano Pravda ha pubblicato una poesia di Michail Svetlov dedicata a Gor'kij, che includeva le righe: "E l'eclissi di sole è accompagnata dall'oscurità della perdita ...".